# Aljoša Žorga
Aljoša Žorga (cirílico sérvio:Aљоша Жорга) (Liubliana, 25 de fevereiro de 1947) é um ex-basquetebolista esloveno que integrou a Seleção Iugoslava campeã mundial em 1970 e que conquistou a medalha de prata disputada nos XIX Jogos Olímpicos de Verão realizados na Cidade do México em 1968.